# オー・シャンゼリゼ
「オー・シャンゼリゼ」（フランス語: Les Champs-Élysées、フランス語発音: [le ʃɑ̃zelize]）は、パリのシャンゼリゼ通りをモチーフとした歌曲。フランスの歌手ジョー・ダッサンの楽曲として1969年に発表された。

## 歴史
原曲は英語で書かれた楽曲『ウォータールー・ロード(Waterloo Road)』であり、イギリスのサイケデリックバンド・ジェイソン・クレストの4枚目のシングル曲として1968年に発表された。ジェイソン・クレストのプロデューサーであったフリッツ・フライヤー（2007年死去）が彼らの作曲能力に限界を感じて、ザ・フォー・ペニーズのマイク・ウィルシュ(Mike Wilsh)とThe Jugular Vein のマイク・ディーガン(Mike Deighan)が作った曲の権利をビートルズのアップルレコードから買い戻して提供したものである。
この楽曲に、フランスの作詞家ピエール・ドラノエ（Pierre Delanoë）がフランス語の詞をつけたのが『オー・シャンゼリゼ』である。原曲はロンドンの「ウォータールー通り」を舞台としていたが、フランス語訳の際にパリのシャンゼリゼ通りに差し換えられた。これは、ウォータールー（ベルギーのワーテルローの英語読み）はフランスがイギリスに敗れたワーテルローの戦いの戦場と同名であり、フランスではそのままでは発売できないためである。
フランス在住アメリカ人の人気歌手ジョー・ダッサンがアレンジして、1969年に自らのアルバムに加えて発表された。シングルカット版はベルギーのワロン地域のチャートで最高4位となったほか、多くのヨーロッパの国でチャート入りした。
ジョー・ダッサンの日本でのシングル初版は「シャンゼリゼー」のタイトルだったが、すぐにタイトルを「オー・シャンゼリゼ」としジャケットも変更して再発売している。
日本では、1971年に発売されたダニエル・ビダルのレコードがヒットし、後に越路吹雪（岩谷時子訳詞）やザ・ピーナッツ、南沙織（安井かずみ訳詞）などがカバーした。またレイモン・ルフェーブルがイージーリスニングにし、世界的にヒットした。小中学校の音楽の時間に取り上げられたり、たびたびCMにも使われたりもした。
もともとはイギリスの曲であるが、シャンソン及びフレンチポップスであるかのイメージが根強くあり、特に日本でフランスの歌として大ヒットしたため、長年シャンソン若しくはフレンチポップスとして扱われてきた。

## 曲名
邦題の「オー・シャンゼリゼ」はフランス語で「シャンゼリゼ通りには」、「シャンゼリゼ通りで」を意味する歌詞「aux Champs-Élysées」に由来し、発音は [o ʃɑ̃zelize] （オ・シャンゼリゼ）となる。
「オ」は方向や目的点等を示す前置詞 à と複数形の定冠詞 les が合わさった縮約形であり、英語の感嘆詞の「oh」や日本語の「おお」とは異なるが、安井かずみの日本語歌詞で「オー」は感嘆詞として扱われている。

## 曲の使用
1972年の「第23回NHK紅白歌合戦」では、司会も務めていた佐良直美によって歌唱された。
1997年、アメリカ合衆国のパンクバンドNOFXは「Champs Elysées」としてこの曲をカバーし、アルバム『So Long And Thanks For All The Shoes』に収録した。
日本のアイドルグループ・アーマーガールズは「オー☆シャンゼリゼ」としてこの曲をカバーした。
2017年、「オー・シャンゼリゼ」はザーズのアルバム『PARIS〜私のパリ〜／ZAZ』にも取り上げられている。
ザーズによれば、「オー・シャンゼリゼ」の紹介番組で、彼女がロシアの極東のフランス語を学ぶ人からの招待で出向いた時、「オー・シャンゼリゼ」を聴衆が空で歌えるのを見て感動し、このアルバムに収録することにしたものだという。
2021年の2020年東京オリンピックのバレーボール競技の男子決勝戦で、フランスが優勝を決めた直後に会場内に流された。
原曲のウォータールー・ロードは、ザ・フォー・ペニーズのボーカルのライオネル・モートンが歌ったものもある。他に、1969年にオランダのコメディアン、Johnny Kraaikamp & Rijk de Gooyerによってもカバーされている。タイトルはWaterlooplein（ウォータールー広場）となっているが、これはアムステルダムにある実在の広場のことである。日本では「マンチェスターとリヴァプール」のヒットで知られるピンキーとフェラス（元々のグループ名はフェラス）によってカバーされ、シングルとアルバムが発売されている。またドイツの音楽家であるジェームズ・ラストが1975年に「Oh, Waterlooplein」としてインストメタルカバーをしている。
- ライオン入浴剤シャワシャワのCMに替え歌を使用
- いすゞ・ジェミニ（2代目ハッチバックのCM「Dancing in Paris」編に使用。文字通り2台のジェミニがパリの街やメトロ駅を縦横無尽に走り回るという内容。）
- スズキ ラパンショコラ（奇妙礼太郎の歌唱によるものがCMに使用[14]）
- ベガルタ仙台（得点が入ったり、勝利をするとサポーターが応援チャントとして歌う）
- 牛久駅（2007年12月1日より発車メロディに使用）
- イオン北海道（2015年9月〜2016年12月）CMソング及び店内放送音楽。
- オランジーナ (2018年3月12日オンエア開始CM「セラヴィな男／恋人」篇に使用）
- えぇトコ（NHK・近畿ブロック、奇妙礼太郎の歌唱によるものをテーマソングに使用）

- 2024年10月より、大阪のアイドルグループGREATMONKEYSがライブでカバーしている。
- キリン (円熟のCMに使用)